# Lovén (släkt)
Lovén är en svensk släkt med rötter i Skåne, som även utgrenats i en adelsätt.
Släkten Lovén härstammar från en bondson från Loshults socken, Kristianstads län, Pehr Månsson (1718–1785), som efter sin födelsesocken kallade sig Lovenius, sedan Lovén, och 1753 blev kyrkoherde i Rängs och Stora Hammars pastorat av Lunds stift. En av hans söner, Christian Lovén var en av Stockholms mest ansedda köpmän, och dennes son, generalmajoren Pehr Christian Lovén adlades 1864, med bibehållande av sitt namn, men slöt 1878 själv på svärdssidan sin adliga ätt. Den introducerades 1865 på riddarhuset som ätt nummer 2 338 och dog 1928 ut även på spinnsidan med hans dotter Hedvig Lovén.

## Släkten Lovén från Loshult med adliga ätten Lovén
Tabellen nedan utvisar medlemmar av denna släkt som kan anses encyklopediskt relevanta, och deras inbördes släktskap. Släkten, som fortfarande existerar, består av fler medlemmar än de som uppräknas här.
Måns Jönsson (1689–1748), bonde i Loshult i Skåne
- Pehr Månsson Lovén (1718–1785), svensk präst, den föregåendes son
  - Pehr Magnus Lovén (1755–1832), svensk präst, den föregåendes son
    - Nils Lovén (1796–1858), svensk präst och författare, den föregåendes son
      - Pehr Christian Libert Lovén (1841–1924), svensk officer, ledamot av Kungliga Musikaliska Akademien, den föregåendes son
        - Christian Edvard Nicolovius Lovén (1881–1970), svensk ämbetsman

  - Johan Lovén (1759–1809), son till Pehr Månsson Lovén (1718–1785)
    - Lars Johan Lovén (1795–1884), den föregåendes son
      - Johan Henric Lovén (1827–1908), svenskt statsråd, den föregåendes son
      - Otto Christian Lovén (1835–1904), svensk professor och riksdagsledamot, den föregåendes bror
        - Lars Fredrik Lovén (1844–1939), general, den föregåendes bror
          - Lars Thomas Fredrik Lovén (1875–1957), överste, den föregåendes son

    - Pehr Magnus Lovén (1797–1881), grosshandlare i Stockholm, son till Johan Lovén (1759–1809) 
      - John Lovén (1840–1924), grosshandlare och riksdagsledamot

    - Nils Henrik Lovén (1801–1877), svensk professor, son till Johan Lovén (1759–1809)
      - Carl Johan Lovén (1832–1915), krigsarkivarie
      - Sven Olof Lovén (1839–1907), major
        - Sven August Lovén (1879–1961), försäkringsman
        - Olaus Trygve Lovén (1892–1983), försäkringsman

      - Nils Eberhard Lovén (1846–1925), organist och skriftställare
      - Fredrik August Lovén (1847–1929), skogsman
      - Erik Alexander Lovén (1855–1938), direktör och riksdagsledamot

  - Christian Lovén (1765–1854), svensk köpman och riksdagsledamot, son till Pehr Månsson Lovén (1718–1785)
    - Pehr Christian Lovén (1799–1878), general, chef för lantförsvarsdepartementets kommandoexpedition
    - Sven Ludvig Lovén (1809–1895), svensk professor i zoologi, pionjär inom svensk marinbiologi, grundare av Lunds Studentsångförening och av Kristinebergs marina forskningsstation, den föregåendes bror
      - Christian Henrik Lovén (1844–1902), advokat
        - Sven Lovén (1875–1948), etnograf

      - Sigurd Lovén (1849–1888), svensk läkare och riksdagsledamot